# Chatky (hromada Szeginie)
Chatky (ukr. Хатки) – wieś na Ukrainie, w obwodzie lwowskim, w rejonie jaworowskim, w hromadzie Szeginie. W 2022 roku liczyła 47 mieszkańców.